# کوشر
| بخش از مجموعه                                                                          |
| یهودیت                                                                                 |
| Star of David · Ten Commandments · Menorah                                             |
| رده:یهودیت                                                                             |
| یهود · یهودیت · اسباط                                                                  |
| ارتودوکس                                                                               |
| حریدی · حسیدی · ارتودوکس مدرن                                                          |
| فلسفه یهودی                                                                            |
| اصول دین · منیان · کابالا                                                              |
| قوانین نوح · خدا · آخرت · مسیح در یهودیت                                               |
| یهودیان به عنوان قوم برگزیده · هولوکاست · هلاخا · کشروت· ده فرمان                      |
| صنیوت · صدکه · اخلاق · جنبش مسار                                                       |
| متون دینی                                                                              |
| تورات · تنخ · تلمود · میدراش · توسفتا                                                  |
| آثار حاخامی · هاگادا · میشنا· باریتا                                                   |
| تور · شولحان عاروخ ·                                                                   |
| حماش · سیدور · زوهار ·                                                                 |
| شهرهای مقدس                                                                            |
| اورشلیم · صفد · حبرون · طبریه                                                          |
| شخصیت‌های مهم                                                                           |
| ابراهیم · اسحق · یعقوب                                                                 |
| ساره · ربه‌کا · راحیل · لیه                                                             |
| موسی · دبوره · روت · داوود · سلیمان                                                    |
| الیاس · هیلل · شمای · یهودا هناسی                                                      |
| سعادیا گائون · راشی · اسحاق الفاسی · ابن عزرا · توسفتانویسان                           |
| یوسف آلبو · یوسف قارو · آشر بن یهیئل                                                   |
| بعل شم طوو · موسی بن میمون · فیلون اسکندرانی                                           |
| اوادیا یوسف · موشه بن نحمان · موشه فینشتاین · العازر شاخ                               |
| زندگی یهودی                                                                            |
| بریت · بنای مصوا · ازدواج                                                              |
| نیدا· عزاداری                                                                          |
| نقش‌های مذهبی                                                                           |
| حاخام · ربی                                                                            |
| کاهن یهودی ·                                                                           |
| دیان · روش یشیوا                                                                       |
| ساختمان‌های مذهبی                                                                       |
| کنیسه · میکوه · هیکل سلیمان / خیمه‌گاه                                                  |
| مقالات مذهبی                                                                           |
| شبات · تفیلین · زنان · سفر تورات· بدکن· قربانی                                         |
| ستاره داوود · منوره · شوفار                                                            |
| اربعه مینیم                                                                            |
| نماز                                                                                   |
| نماز · شماع · عمیده ·                                                                  |
| قدیش ·هولده                                                                            |
| یهودیت و دیگر ادیان                                                                    |
| مسیحیت · اسلام ·                                                                       |
| ادیان ابراهیمی · تکثرگرایی                                                             |
| مورمونیسم · "یهودی مسیحی" · دیگران                                                     |
| مطالب وابسته                                                                           |
| نقد یهودیت · یهودستیزی                                                                 |
| یهوددوستی · یشیوا· صهیونیسم· یهودیان آمریکا· فهرست دانشمندان و فیلسوفان یهودی · کوربان |
| ن ب و                                                                                  |

کوشر (تلفظ انگلیسی کاشر (به عبری: כשר)) به غذایی گفته می‌شود که در آیین یهودی و بر پایه قوانین کشروت (به عبری: כשרות)، پاک (مشابه اصطلاح اسلامی حلال) به‌شمار می‌آید. بیشتر یهودیانِ معتقد دنباله‌روی این قوانین هستند.

## گیاهان کوشر
همۀ میوه‌ها و سبزی‌ها کوشر نیستند. برای مثال بروکلی به دلیل شکست ساختار برای پاک کردن آن کوشر به حساب نمی‌آید.

## جانوران کوشر
بر پایهٔ قوانین کوشر خوردن خوک، شتر، حیوانات و پرندگان گوشتخوار و نوشیدن خون جانداران مجاز نیست. فقط جانوران دریایی که دارای فلس (پولک) و باله باشند کوشر هستند. گوشت حیوان غیرنشخوارکننده پاک نیست.
شرایط کوشر بودن حیوانات: دارای سُم شکافته باشند، نشخوارکننده باشند. شتر فاقد سُم شکافته است و خوک نشخوارکننده نیست. خوردن گوشت این دو حیوان برای یهودیان مذهبی مجاز نمی‌باشد.

## قوانین کشتار جانوران
چون در یهودیت خوردن خون جایز نیست خون باید از گوشت کاملاً بیرون کشیده شود. شحیطه (روش ذبح در آیین یهود) باید به گونه‌ای باشد که حیوان فوری و بدون درد بمیرد و یهودیان معتقدند که آزار جانور پیش از مرگ گوشت آن را ناپاک می‌کند. تنها خوردن گوشتی جایز است که به وسیلهٔ ذابح یهودی دارای مجوز شرعی ذبح شده باشد؛ بنابراین خوردن گوشت شکار جایز نیست.

## قوانین دیگر
بسیاری از یهودیان شیر و گوشت را با هم در یک وعده غذایی استفاده نمی‌کنند. شماری از یهودیان معتقد حتی زمان مشخصی بعد از خوردن گوشت لبنیات مصرف نمی‌کنند.
قانون ۱/۶۰ام، قانونی است که بر اساس آن اگر غذای کوشر به نسبت ۱ به ۶۰ با موادی ترکیب شود که کوشر نباشد، خوردن کل آن غذا حرام می‌شود.